# Björn Engholm
 (novembre 2022).
Si vous disposez d'ouvrages ou d'articles de référence ou si vous connaissez des sites web de qualité traitant du thème abordé ici, merci de compléter l'article en donnant les références utiles à sa vérifiabilité et en les liant à la section « Notes et références ».
Björn Engholm, né le 9 novembre 1939 à Lübeck, est un homme politique allemand qui appartient au Parti social-démocrate d'Allemagne (SPD).
Après avoir été secrétaire d'État parlementaire du ministère fédéral de l'Éducation de 1977 à 1981, il prend la tête de ce département jusqu'à la chute d'Helmut Schmidt en 1982. Dans les deux dernières semaines de son mandat, il assure l'intérim du ministère fédéral de l'Agriculture. Il se présente en 1983 aux élections régionales dans le Schleswig-Holstein mais perd face au ministre-président Uwe Barschel, et devient alors chef de l'opposition. De nouveau candidat en 1987, il est victime d'espionnage de la part de Barschel lors de la campagne électorale, et termine en tête du scrutin, sans toutefois pouvoir gouverner. Il remportera finalement les élections anticipées de 1988, et prendra la tête d'un gouvernement de majorité absolue du SPD, puis sera élu président du parti au niveau fédéral en 1991. En 1993, il reconnaît avoir menti à propos de sa connaissance de l'espionnage dont il avait été victime six ans plus tôt, et choisit de se retirer de la vie politique.

## Biographie
Ayant obtenu son certificat général de l'enseignement secondaire en 1958, il suit une formation de typographe pendant trois ans à partir de 1959.
En 1962, il commence des études de sciences politiques, histoire et sociologie à l'université de Hambourg, dont il ressort diplômé quelques années plus tard. En parallèle, il dispense des cours dans le cadre de son syndicat et travaille comme journaliste indépendant.
À la suite de son retrait de la vie politique, il a notamment été consultant pour PreussenElektra à partir de 1994.
Marié à la peintre Barbara Engholm depuis 1964, il est père de deux filles.

## Vie politique

### Comme membre du SPD
Il adhère au Parti social-démocrate d'Allemagne (SPD) en 1962, et prend la présidence des Jusos à Lübeck trois ans plus tard et jusqu'en 1969.
En 1984, il intègre le comité directeur fédéral du parti, puis la présidence fédérale en 1988. Björn Engholm est élu président fédéral du SPD le 29 mai 1991, en remplacement de Hans-Jochen Vogel.
Il abandonne toutes ses fonctions dans l'appareil du parti en 1993.

### Au niveau fédéral
Le 28 septembre 1969, il est élu député fédéral au Bundestag et devient membre de la commission de l'Éducation. Huit ans plus tard, il est nommé secrétaire d'État parlementaire du ministère fédéral de l'Éducation et de la Science. Il prend la tête du ministère le 28 janvier 1981.
À partir du 17 septembre 1982, il est chargé de l'intérim à la tête du ministère fédéral de l'Agriculture à la suite de la rupture de la coalition sociale-libérale emmenée par Helmut Schmidt. Le gouvernement minoritaire est finalement renversé le 1er octobre par une motion de censure constructive.

### Au niveau régional: chef de l'opposition
À peine six mois plus tard, le 13 mars 1983, il est élu député au Landtag du Schleswig-Holstein lors d'élections régionales où il se présentait comme chef de file du SPD. Il devient alors chef de l'opposition parlementaire. De nouveau candidat aux élections du 13 septembre 1987, il s'impose avec une majorité relative de 36 députés régionaux sur 74, tandis que la coalition noire-jaune ne rassemble que 37 élus. Un nouveau scrutin est finalement convoqué le 8 mai 1988, et les sociaux-démocrates s'imposent avec une solide majorité absolue de 46 sièges.

### Ministre-président du Schleswig-Holstein
Le 31 mai 1988, Björn Engholm est élu ministre-président de Schleswig-Holstein par le Landtag. Son premier mandat est principalement marqué par une importante révision de la Constitution régionale. Il remporte le second aux élections du 5 avril 1992 avec une très courte majorité absolue de 45 députés sur 89, et retrouve son poste exactement un mois plus tard.

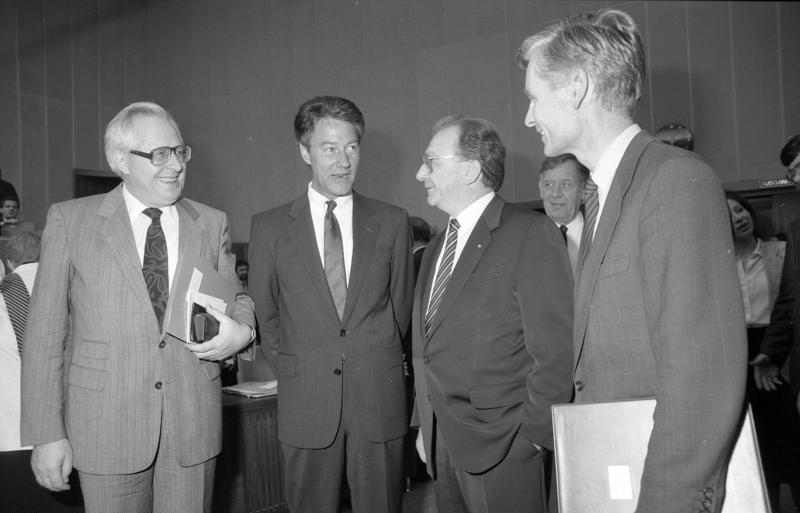
De gauche à droite : Bernhard Vogel, Björn Engholm, Lothar Späth et Henning Voscherau au Bundesrat en 1989.

Il démissionne le 3 mai 1993, après avoir reconnu avoir menti devant une commission d'enquête du Landtag à propos de l'espionnage électoral dont il avait été victime de la part de Barschel lors des élections de 1987. Il avait en effet soutenu n'avoir été informé de l'espionnage qu'après le scrutin du 13 septembre, alors qu'il a été établi qu'il était au courant à partir du 6 septembre. En 1994, il démissionne de son mandat parlementaire régional et se retire de la vie politique.